# Stålsprånget
Stålsprånget är en sciencefictionroman av Per Wahlöö som först kom ut 1968. Boken är en fristående fortsättning på Per Wahlöös roman Mord på 31:a våningen.

## Handling
I en odefinierad framtid åker den dödssjuke kommissarie Jensen utomlands för en operation. Under hans frånvaro sker en fruktansvärd katastrof. Regeringen som gått i exil i Danmark skickar honom tillbaka till Sverige för att utreda vad som hänt. 
Wahlöö själv kallade boken en "politisk idéthriller om samförstånd till döds".

## Kritik
När boken kom ut i USA skrev den välrenommerade kritikern Anthony Boucher i New York Times: "En fascinerande bok som är något utöver det vanliga. Ett användande av deckarformen för att presentera en tankfull och svidande skildring av framtiden - eller en tänkbar framtid. Det är besläktat med Kafka och science fiction och det vilar en nästan spöklik stämning över boken. Detta är svart kaviar av bästa märke."